# Krucza Kopa
Krucza Kopa (niem. Rabenberg, 850 m n.p.m.) – szczyt w Karkonoszach, w obrębie Kowarskiego Grzbietu.
Krucza Kopa płożona jest na zachodnim krańcu Kowarskiego Grzbietu, na zachodnim zboczu Skalnego Stołu, nad Sowią Doliną i Karpaczem.
Zbudowana ze skał metamorficznych wschodniej osłony granitu karkonoskiego – różnych odmian gnejsów. Na NW stoku Kruczej Kopy znajduje się skałka Krucze Skały znana z występowania rzadkich minerałów, w tym szafirów.
Cały masyw jest zalesiony.
Północnym zboczem Kruczej Kopy wspina się  zielony szlak turystyczny z Karpacza przez Budniki na Przełęcz Okraj.